# Premio Edebé de literatura infantil y juvenil
Los Premios Edebé de Literatura Infantil y Juvenil son unos galardones que vienen convocándose por la editorial Edebé desde el año 1993 con el fin de promover la creación de obras para niños y jóvenes.
En sus diferentes ediciones han sido premiados escritores de prestigio de la talla de Carlos Ruiz Zafón, Gabriel Janer Manila, Jordi Sierra i Fabra, César Mallorquí, Agustín Fernández Paz, Elia Barceló o Fina Casalderrey.

## Modalidades y dotación
La modalidad infantil es para obras de narrativa dirigidas a lectores de 7 a 12 años. La dotación del premio es de 25.000 euros.
La modalidad juvenil es para obras dirigidas a lectores de más de 13 años. Está dotada con 30.000 euros.
La concesión del premio en ambas modalidades lleva incluida la edición en las diversas lenguas del Estado español de las obras premiadas.

## Obras premiadas

### Literatura infantil
- 1.ª edición, 1993 - Gabriel Janer Manila, Recorda´t dels dinosaures, Anna-Maria
- 2.ª edición, 1994 - Jordi Sierra i Fabra, Aydin
- 3.ª edición, 1995 - Gloria Sánchez García, Doutor Rus
- 4.ª edición, 1996 - Fina Casalderrey, El estanque de los patos pobres
- 5.ª edición, 1997 - Pilar Mateos, Gata García
- 6.ª edición, 1998 - Albert Roca Orta, Un caracol para Emma
- 7.ª edición, 1999 - Roberto Santiago Jon y la máquina del miedo
- 8.ª edición, 2000 - Miquel Rayó, El camí del Far
- 9.ª edición, 2001 - desierto
- 10.ª edición, 2002 - Maite Carranza, ¿Quieres ser el novio de mi hermana?
- 11.ª edición, 2003 - Andreu Sotorra, Korazón de Pararrayos
- 12.ª edición, 2004 - Paloma Bordons, Mi abuelo el Presunto
- 13.ª edición, 2005 - Agustín Fernández Paz, A escola dos piratas
- 14.ª edición, 2006 - Ángeles González-Sinde, Rosanda y el arte de birli birloque
- 15.ª edición, 2007 - Rodrigo Muñoz Avia, Los Perfectos
- 16.ª edición, 2008 - Pilar Lozano Carbayo, No es tan fácil ser niño
- 17.ª edición, 2009 - Marta Gené Camps, Sopa de cola de lagartija
- 18.ª edición, 2010 - Rodrigo Muñoz Avia (2), Mi hermano el genio
- 19.ª edición, 2011 - Edna López, En busca del Tesoro de Kola
- 20.ª edición, 2012 - Fernando Lalana, Parque Muerte
- 21.ª edición, 2013 - David Cirici, Musgo (título original en catalán Molsa)
- 22.ª edición, 2014 - David Nel·lo, La nueva vida del señor Rutin
- 23.ª edición, 2015 - Rodrigo Muñoz Avia, El signo prohibido
- 24ª edición, 2016 - Jordi Sierra i Fabra, El aprendiz de brujo y Los Invisibles
- 25ª edición, 2017 - Ricard Ruiz Garzón, La Inmortal
- 26ª edición, 2018 - Beatriz Osés, Soy una nuez
- 27ª edición, 2019 - Maite Carranza, Safari
- 28ª edición, 2020 - David Nel·lo, La crónica de Ivo Cukar
- 29ª edición, 2021 - Juan Ramón Santos, El Club de las Cuatro Emes
- 30ª edición, 2022 - Mónica Rodríguez, Rey
- 31ª edición, 2023 - Agustín Sánchez Aguilar, Sé tortuga
- 32ª edición, 2024 - Josan Hatero, La guerra de Nico
- 33ª edición, 2025 - Beatriz Giménez de Ory, Tres niños tristes y medio unicornio

### Literatura juvenil
- 1.ª edición, 1993 - Carlos Ruiz Zafón, El príncipe de la niebla
- 2.ª edición, 1994 - Agustín Fernández Paz, Trece años de Branca
- 3.ª edición, 1995 - Joan Manuel Gisbert, La voz de madrugada
- 4.ª edición, 1996 - Carmen Gómez Ojea, El diccionario de Carola
- 5.ª edición, 1997 - César Mallorquí (1), El último trabajo del Señor Luna
- 6.ª edición, 1998 - Elia Barceló (1), El caso del artista cruel
- 7.ª edición, 1999 - César Mallorquí (2), La Cruz de El Dorado
- 8.ª edición, 2000 - Milio Rodríguez Cueto, Mimí al volante
- 9.ª edición, 2001 - Pascual Alapont, L'ovella negra
- 10.ª edición, 2002 - César Mallorquí (3), Las lágrimas de Shiva
- 11.ª edición, 2003 - Care Santos (1), Laluna.com
- 12.ª edición, 2004 - Pau Joan Hernández, La Tripulació del Pànic
- 13.ª edición, 2005 - Andreu Martín, Los dueños del paraíso
- 14.ª edición, 2006 - Jordi Sierra i Fabra, Llamando a las puertas del cielo
- 15.ª edición, 2007 - Elia Barceló (2), Cordeluna
- 16.ª edición, 2008 - Juan Madrid, Huida al Sur
- 17.ª edición, 2009 - Jordi Cervera, Muerte a seis veinticinco
- 18.ª edición, 2010 - Maite Carranza, Palabras envenenadas
- 19.ª edición, 2011 - Susana Vallejo, El espíritu del último verano
- 20.ª edición, 2012 - César Mallorquí (4), La isla de Bowen
- 21.ª edición, 2013 - Pilar Molina Llorente, Tesa[2]
- 22.ª edición, 2014 - Pedro Riera, La tumba de Aurora K
- 23.ª edición, 2015 - Care Santos (2), Mentira
- 24ª edición, 2016 - Luis Leante, Huye sin mirar atrás
- 25ª edición, 2017 - Paco Díaz Valladares, Tras la sombra del brujo
- 26ª edición, 2018 - David Lozano Garbala, Desconocidos
- 27ª edición, 2019 - Elia Barceló, El efecto Frankenstein
- 28ª edición, 2020 - Luis Leante, Maneras de vivir
- 29ª edición, 2021 - Pablo Gutiérrez, El síndrome de Bergerac
- 30ª edición, 2022 - Pedro Ramos, Un ewok en el jardín
- 31ª edición, 2023 - Luis Leante, Territorio desconocido
- 32ª edición, 2024 - Daniel Hernández Chambers, Reyes de la montaña
- 33ª edición, 2025 - David Lozano, La cacería